# Ірано-Туранська область
Ірано-Туранська область — область у флористичному районуванні в біогеографії і екології. Входить в Давнє середземноморське підцарство Голарктичного царства. Включає території Туранської низовини, Іранського нагір'я, Центральної Азії. Ядром формування флори цієї області вважається західна частина Іранського нагір'я. Флора цієї частини найбільш багата, тоді як флора Центральної Азії бідніша.
Клімат Ірано-Туранської області — помірний і субтропічний, вологість низька, температури повітря високі.

## Флора
Для І.-Т. о. характерний високий ендемізм, родовий і видовий. Характерні акантолимон (Acantholimon, родина свинчаткових), кузинія (Cousinia, родина складноцвітих), але вони не є в повному розумінні ендеміками. Типові для області і інші види і роди: джузгун, тюльпан, кермек, полин, цибуля, півники.